# Le Fayel
Le Fayel est une commune française située dans le département de l'Oise, en région Hauts-de-France.

## Géographie

### Description

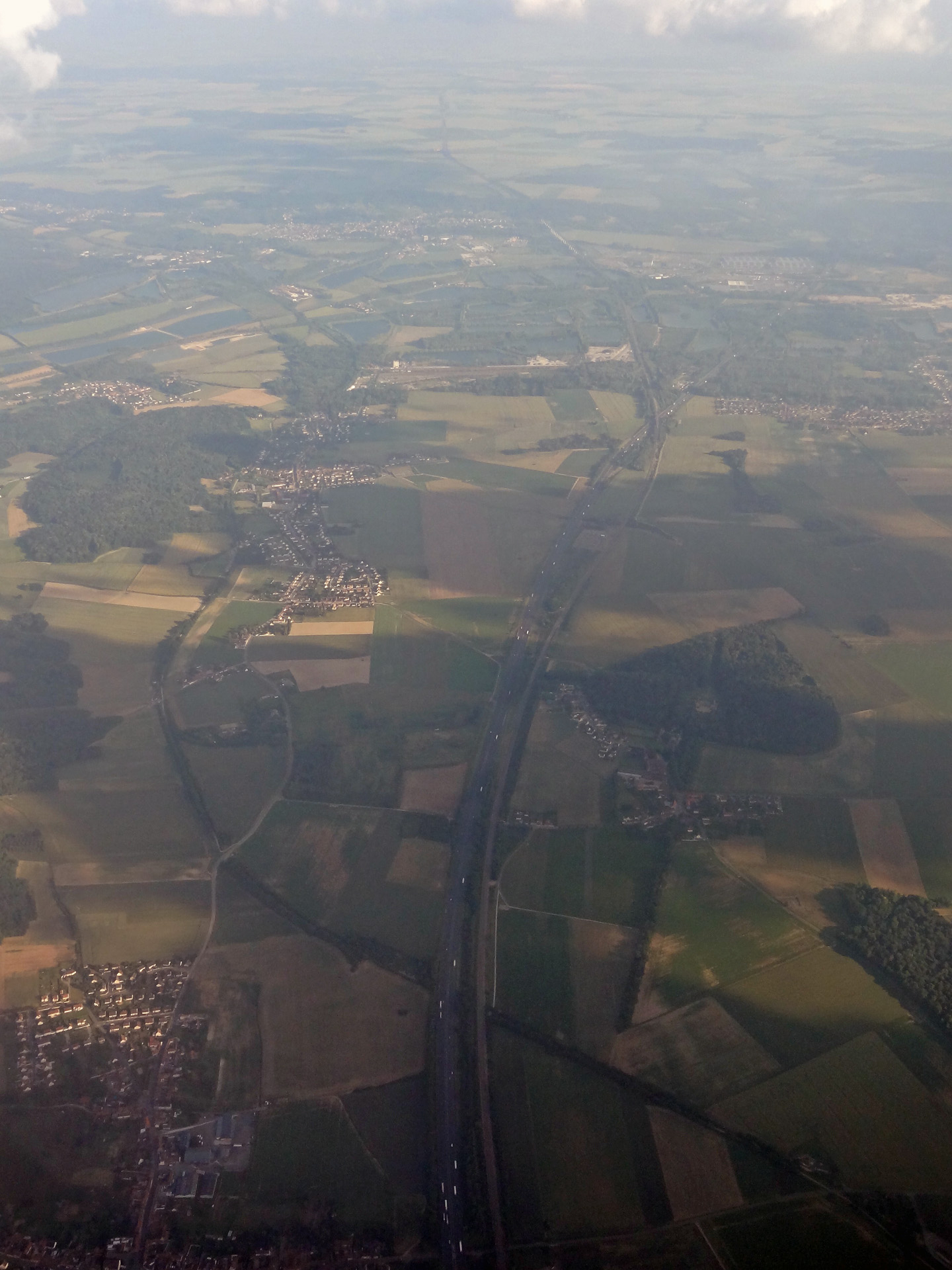
Vue aérienne de la LGV Nord à Longueil-Sainte-Marie et Le Fayel en 2014

Le Fayel est située à 8 km d'Estrées-Saint-Denis, 9 km de l'A 1 (vers Paris),13 km de Compiègne et 14 km de Pont-Sainte-Maxence.
En 1832, Louis Graves indique que « Le petit territoire de Fayel est formé d'une plaine légèrement inclinée du Midi vers le Nord; il est entièrement dépourvu .d'eau courante : le village est au centre ».

### Communes limitrophes
|              | Canly | Canly                 |
| Grandfresnoy | Fayel | Longueil-Sainte-Marie |
| Chevrières   |       | Longueil-Sainte-Marie |

### Hydrographie
La commune est située dans le bassin Seine-Normandie. Elle n'est drainée par aucun cours d'eau,.

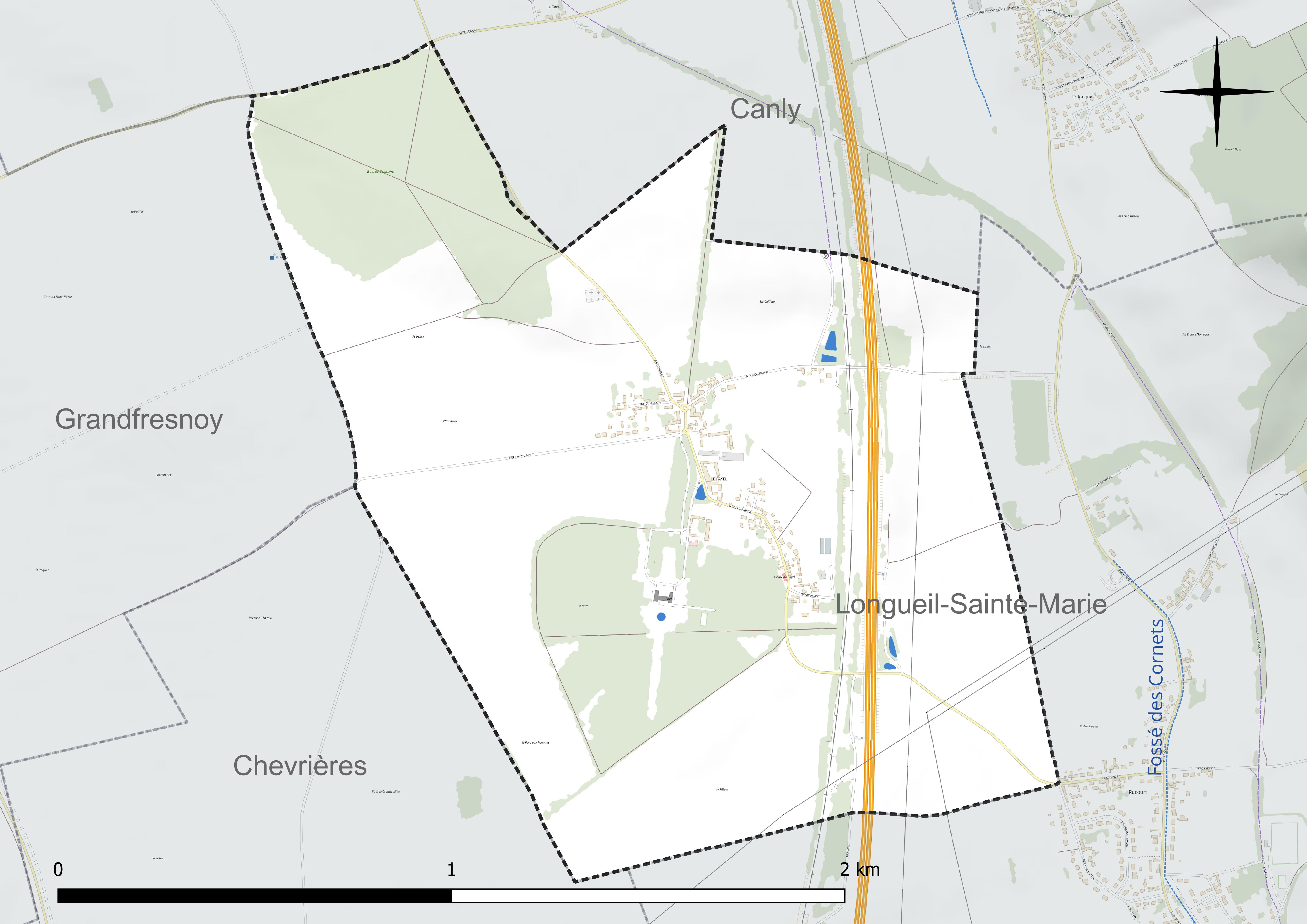
Réseau hydrographique du Fayel.

### Climat
Pour des articles plus généraux, voir Climat des Hauts-de-France et Climat de l'Oise.
En 2010, le climat de la commune est de type climat océanique dégradé des plaines du Centre et du Nord, selon une étude du CNRS s'appuyant sur une série de données couvrant la période 1971-2000. En 2020, Météo-France publie une typologie des climats de la France métropolitaine dans laquelle la commune est dans une zone de transition entre le climat océanique et le climat océanique altéré et est dans la région climatique Nord-est du bassin Parisien, caractérisée par un ensoleillement médiocre, une pluviométrie moyenne régulièrement répartie au cours de l'année et un hiver froid (3 °C).
Pour la période 1971-2000, la température annuelle moyenne est de 11,1 °C, avec une amplitude thermique annuelle de 14,6 °C. Le cumul annuel moyen de précipitations est de 681 mm, avec 10,8 jours de précipitations en janvier et 8,2 jours en juillet. Pour la période 1991-2020, la température moyenne annuelle observée sur la station météorologique la plus proche, située sur la commune de Margny-lès-Compiègne à 11 km à vol d'oiseau, est de 11,2 °C et le cumul annuel moyen de précipitations est de 633,5 mm,. Pour l'avenir, les paramètres climatiques de la commune estimés pour 2050 selon différents scénarios d'émission de gaz à effet de serre sont consultables sur un site dédié publié par Météo-France en novembre 2022.

## Urbanisme

### Typologie
Au 1er janvier 2024, Le Fayel est catégorisée commune rurale à habitat dispersé, selon la nouvelle grille communale de densité à sept niveaux définie par l'Insee en 2022.
Elle est située hors unité urbaine. Par ailleurs la commune fait partie de l'aire d'attraction de Compiègne, dont elle est une commune de la couronne,. Cette aire, qui regroupe 101 communes, est catégorisée dans les aires de 50 000 à moins de 200 000 habitants,.

### Occupation des sols
L'occupation des sols de la commune, telle qu'elle ressort de la base de données européenne d'occupation biophysique des sols Corine Land Cover (CLC), est marquée par l'importance des territoires agricoles (60,8 % en 2018), en diminution par rapport à 1990 (67,9 %). La répartition détaillée en 2018 est la suivante : 
terres arables (60,8 %), espaces verts artificialisés, non agricoles (17,4 %), forêts (10,8 %), zones industrielles ou commerciales et réseaux de communication (7,1 %), milieux à végétation arbustive et/ou herbacée (3,9 %). L'évolution de l'occupation des sols de la commune et de ses infrastructures peut être observée sur les différentes représentations cartographiques du territoire : la carte de Cassini (XVIIIe siècle), la carte d'état-major (1820-1866) et les cartes ou photos aériennes de l'IGN pour la période actuelle (1950 à aujourd'hui).

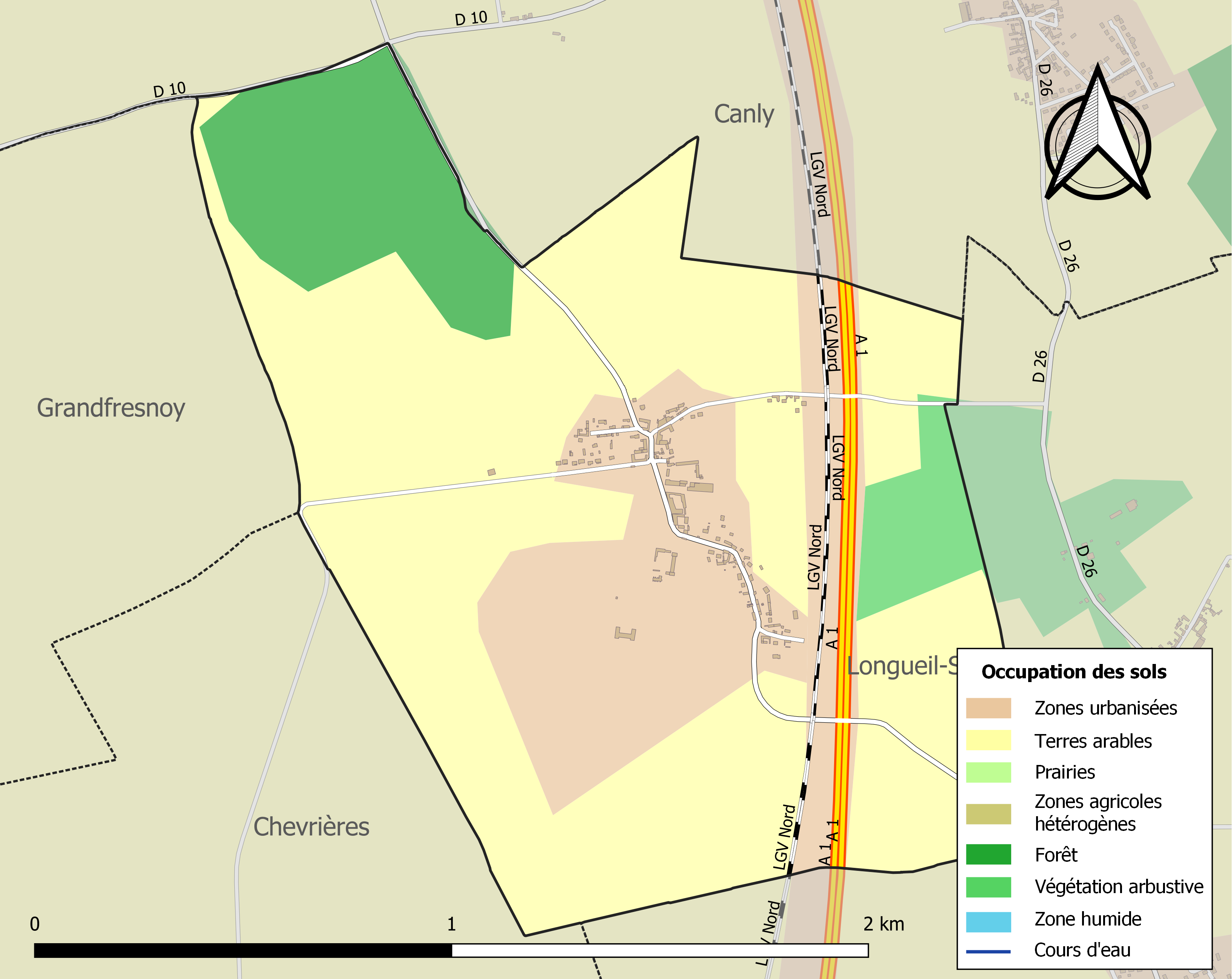
Carte des infrastructures et de l'occupation des sols de la commune en 2018 (CLC).

### Habitat et logement
En 2019, le nombre total de logements dans la commune était de 100, alors qu'il était de 97 en 2014 et de 90 en 2009.
Parmi ces logements, 86,9 % étaient des résidences principales, 4 % des résidences secondaires et 9,1 % des logements vacants. Ces logements étaient pour 96 % d'entre eux des maisons individuelles et pour 3 % des appartements.
Le tableau ci-dessous présente la typologie des logements au Le Fayel en 2019 en comparaison avec celle de l'Oise et de la France entière. Une caractéristique marquante du parc de logements est ainsi une proportion de résidences secondaires et logements occasionnels (4 %) supérieure à celle du département (2,4 %) et à celle de la France entière (9,7 %). Concernant le statut d'occupation de ces logements, 70,5 % des habitants de la commune sont propriétaires de leur logement (80,5 % en 2014), contre 61,4 % pour l'Oise et 57,5 pour la France entière.
| Typologie                                               | Le Fayel | Oise | France entière |
| ------------------------------------------------------- | -------- | ---- | -------------- |
| Résidences principales (en %)                           | 86,9     | 90,4 | 82,1           |
| Résidences secondaires et logements occasionnels (en %) | 4        | 2,4  | 9,7            |
| Logements vacants (en %)                                | 9,1      | 7,1  | 8,2            |

### Voies de communication et transports
Le territoire communal est traversé par l'autoroute A1, dont l'accès vers Lille se trouve à 5 km et la LGV Nord. Le sentier de grande randonnée GR124A — rejoint par une voie verte utilisant la plateforme d'une ancienne voie ferrée et qui permet de se rendre à Estrées-Saint-Denis et Longueil-Sainte-Marie ou Rivecourt — passe dans le village.
La commune est desservie, en 2023, par les lignes 661, 6301 et 6322 du réseau interurbain de l'Oise.

## Toponymie
La localité a été dénommée le Fayel, Fayel, le Fay (Fayellum)
De l'oïl faï « bois de hêtres » et du suffixe diminutif -el.

## Histoire

### Moyen Âge
Au VIIe siècle, le Fayel n'est une simple dépendance du palais de Verberie, dont il est séparé à l'époque de la fondation du prieuré de Rivecourt par le roi Childebert IV. « Les ravages des Normands obligèrent bientôt, les. moines de Saint-Vandrille, propriétaires de Rivecourt, à placer, leur maison et les lieux .voisins sous la sauvegarde des seigneurs  de Pierrefonds ; ceux-ci envoyèrent dans. le pays un chevalier pour lequel les religieux constituèrent un fief spécial. 
Les successeurs de oe chevalier agrandirent leur possession de quelques acquisitions faites  aux clercs de Saint-Corneille ; telle fut l'origine de la terre de Fayel, et l'on voit encore [en 1832] dans le parc les restes du premier manoir qui fut élevé ».
« La chapelle de Fayel est comprise dans l'énumération des biens que le roi Childebert donna, en 693 , aux moines de St.-Vandrille pour former le prieuré de Rivecourt, et depuis lors cette chapelle dépendit de la cure de Rivecourt ».

### Temps modernes
Lors des guerres de Religion, la chapelle de Fayel est détruite par les huguenots. Elle est réédifiée en 1642 par le maréchal de la Mothe-Houdancourt, seigneur du lieu,  « au moyen d'une fondation de cinq cents livres que l'évêque de Mende avait laissée dans ce but et pour établir une paroisse ; mais cette seconde partie du testament ne reçut pas d'exécution ».
Le 16 septembre 1656, la reine Christine de Suède venant en France pour Compiègne où se trouvait la Cour, est accueillie au Fayel par Louis XIV.

### Époque contemporaine
La gare de Canly - Grandfresnoy, sur la ligne d'Ormoy-Villers à Boves dessert la commune de 1882 à 1939.

## Politique et administration

### Rattachements administratifs et électoraux

#### Rattachements administratifs
La commune se trouve dans l'arrondissement de Compiègne du département de l'Oise.
Elle faisait partie depuis 1802 du canton d'Estrées-Saint-Denis. Dans le cadre du redécoupage cantonal de 2014 en France, cette circonscription administrative territoriale a disparu, et le canton n'est plus qu'une circonscription électorale.

#### Rattachements électoraux
Pour les élections départementales, la commune fait partie depuis 2014 d'un nouveau  canton d'Estrées-Saint-Denis
Pour l'élection des députés, elle fait partie de la cinquième circonscription de l'Oise.

### Intercommunalité
Le Fayel est membre de la communauté de communes de la Plaine d'Estrées, un établissement public de coopération intercommunale (EPCI) à fiscalité propre créé en 1997 et auquel la commune a transféré un certain nombre de ses compétences, dans les conditions déterminées par le code général des collectivités territoriales.

### Liste des maires
| Période                                  | Période                       | Identité                 | Étiquette | Qualité                                                                  |
| ---------------------------------------- | ----------------------------- | ------------------------ | --------- | ------------------------------------------------------------------------ |
| Les données manquantes sont à compléter. |                               |                          |           |                                                                          |
|                                          |                               | Aimé de Cossé-Brissac    |           | châtelain                                                                |
| Les données manquantes sont à compléter. |                               |                          |           |                                                                          |
| juin 1995                                | mars 2014                     | Édouard de Cossé-Brissac |           | Comte, Châtelain du Fayel Cadre dirigeant d'entreprises puis agriculteur |
| 2014                                     | mai 2020                      | Julien Geoffroy          |           | Ouvrier                                                                  |
| mai 2020                                 | En cours (au 2 décembre 2020) | Isabelle Fafet           |           | Personnel de la santé et du travail social                               |

## Population et société

### Démographie

#### Évolution démographique
L'évolution du nombre d'habitants est connue à travers les recensements de la population effectués dans la commune depuis 1793. Pour les communes de moins de 10 000 habitants, une enquête de recensement portant sur toute la population est réalisée tous les cinq ans, les populations de référence des années intermédiaires étant quant à elles estimées par interpolation ou extrapolation. Pour la commune, le premier recensement exhaustif entrant dans le cadre du nouveau dispositif a été réalisé en 2005.

En 2022, la commune comptait 233 habitants, en évolution de +4,48 % par rapport à 2016 (Oise : +0,87 %, France hors Mayotte : +2,11 %).
| 1793 | 1800 | 1806 | 1821 | 1831 | 1836 | 1841 | 1846 | 1851 |
| ---- | ---- | ---- | ---- | ---- | ---- | ---- | ---- | ---- |
| 227  | 256  | 255  | 228  | 217  | 206  | 202  | 179  | 186  |

| 1856 | 1861 | 1866 | 1872 | 1876 | 1881 | 1886 | 1891 | 1896 |
| ---- | ---- | ---- | ---- | ---- | ---- | ---- | ---- | ---- |
| 162  | 145  | 151  | 171  | 146  | 151  | 132  | 131  | 131  |

| 1901 | 1906 | 1911 | 1921 | 1926 | 1931 | 1936 | 1946 | 1954 |
| ---- | ---- | ---- | ---- | ---- | ---- | ---- | ---- | ---- |
| 106  | 135  | 119  | 132  | 131  | 126  | 127  | 104  | 139  |

| 1962 | 1968 | 1975 | 1982 | 1990 | 1999 | 2005 | 2006 | 2010 |
| ---- | ---- | ---- | ---- | ---- | ---- | ---- | ---- | ---- |
| 121  | 124  | 120  | 126  | 200  | 213  | 225  | 227  | 228  |

| 2015 | 2020 | 2022 | - | - | - | - | - | - |
| ---- | ---- | ---- | - | - | - | - | - | - |
| 219  | 230  | 233  | - | - | - | - | - | - |

#### Pyramide des âges
La population de la commune est relativement jeune.
En 2018, le taux de personnes d'un âge inférieur à 30 ans s'élève à 36,6 %, soit en dessous de la moyenne départementale (37,3 %). À l'inverse, le taux de personnes d'âge supérieur à 60 ans est de 24,3 % la même année, alors qu'il est de 22,8 % au niveau départemental.
En 2018, la commune comptait 118 hommes pour 105 femmes, soit un taux de 52,91 % d'hommes, largement supérieur au taux départemental (48,89 %).
Les pyramides des âges de la commune et du département s'établissent comme suit.
| Hommes | Classe d’âge | Femmes |
| ------ | ------------ | ------ |
| 0,8    | 90 ou +      | 1,9    |
| 1,6    | 75-89 ans    | 1,9    |
| 24,6   | 60-74 ans    | 17,6   |
| 18,9   | 45-59 ans    | 23,1   |
| 15,6   | 30-44 ans    | 21,3   |
| 23,0   | 15-29 ans    | 10,2   |
| 15,6   | 0-14 ans     | 24,1   |

| Hommes | Classe d’âge | Femmes |
| ------ | ------------ | ------ |
| 0,5    | 90 ou +      | 1,4    |
| 5,5    | 75-89 ans    | 7,6    |
| 15,6   | 60-74 ans    | 16,3   |
| 20,8   | 45-59 ans    | 20     |
| 19,4   | 30-44 ans    | 19,4   |
| 17,6   | 15-29 ans    | 16,2   |
| 20,6   | 0-14 ans     | 19,1   |

## Culture locale et patrimoine

### Lieux et monuments
- Église Notre-Dame.
- Château du Fayel construit au XVIIe siècle pour le maréchal Philippe de La Mothe-Houdancourt, aussitôt après l'érection du duché-pairie, son parc, ses communs et sa chapelle[26],[27].
Louis Graves indiquait en 1832 « c'est un édifice en brique et en pierre, formé d'un corps-de-logis principal et de deux ailes en retour d'équerre : son dessin , simple , noble et commode, est attribué à Mansard ; de vastes dépendances, des jardins dessinés par Lenôtre, un parc de cent hectares au moins, de longues avenues garnies d'arbres fruitiers embellissent ce château et en font un séjour agréable[1] ».
- Monument aux morts.

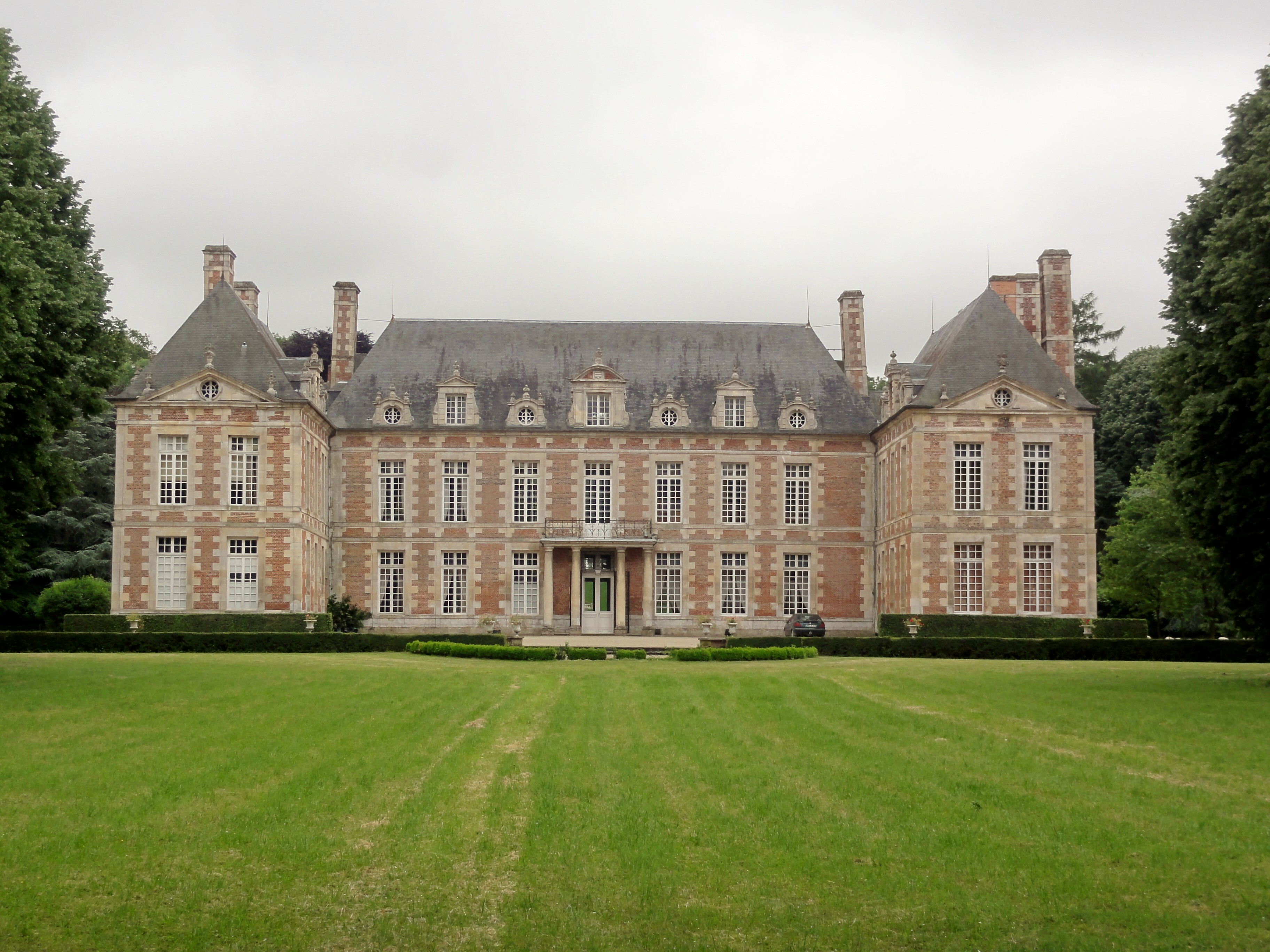
Le château.
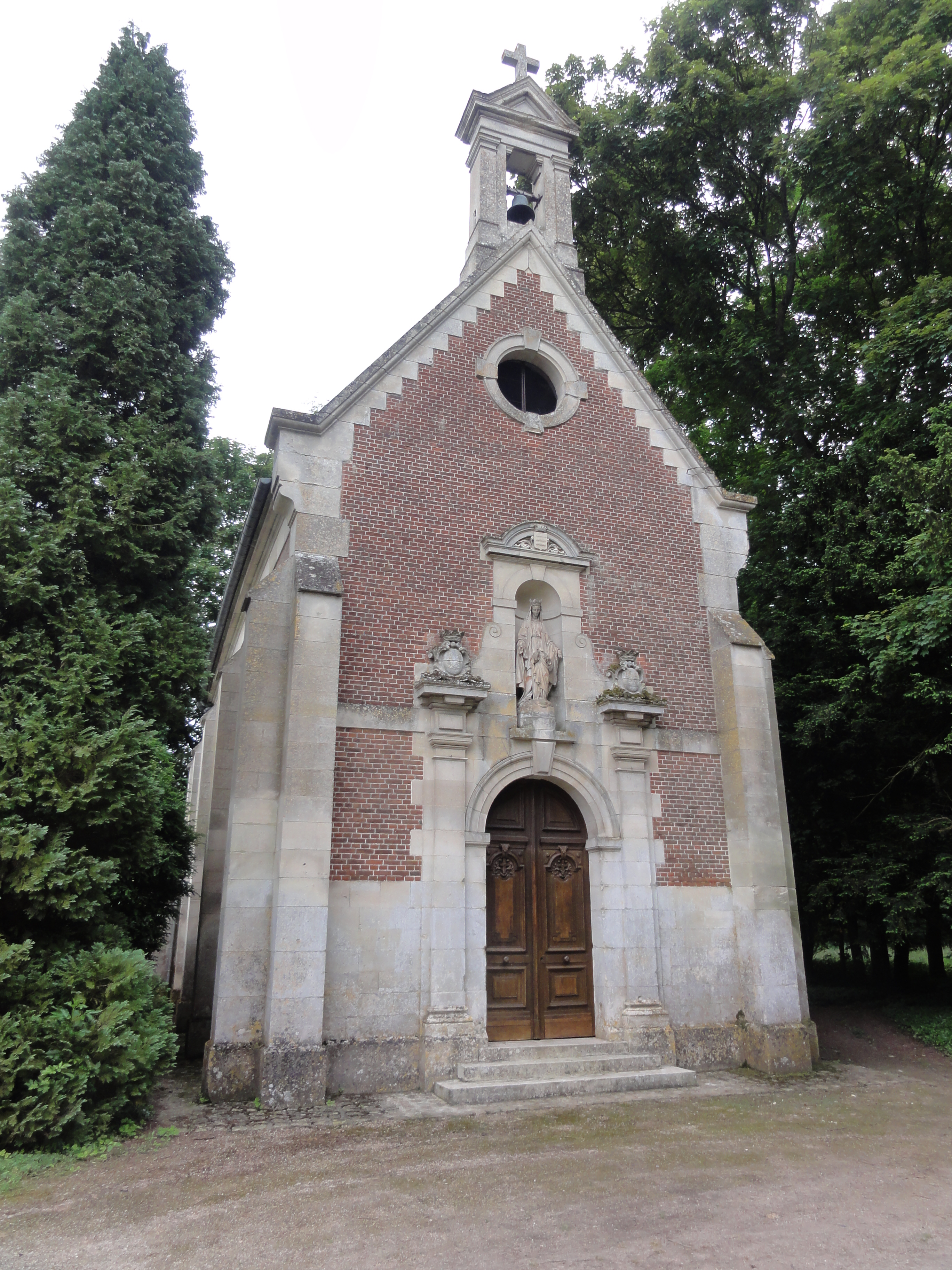
Chapelle du château.
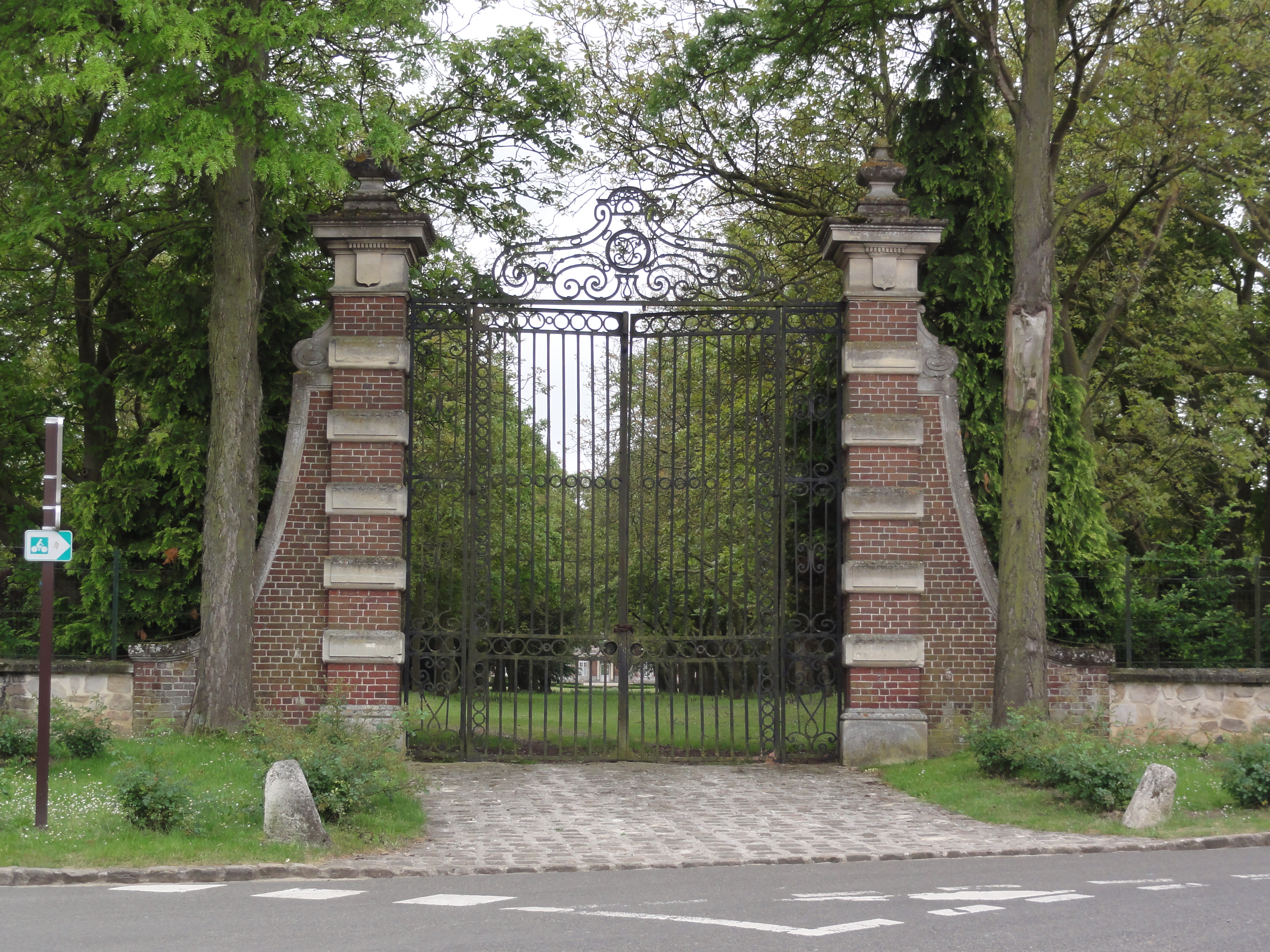
Portail du château.
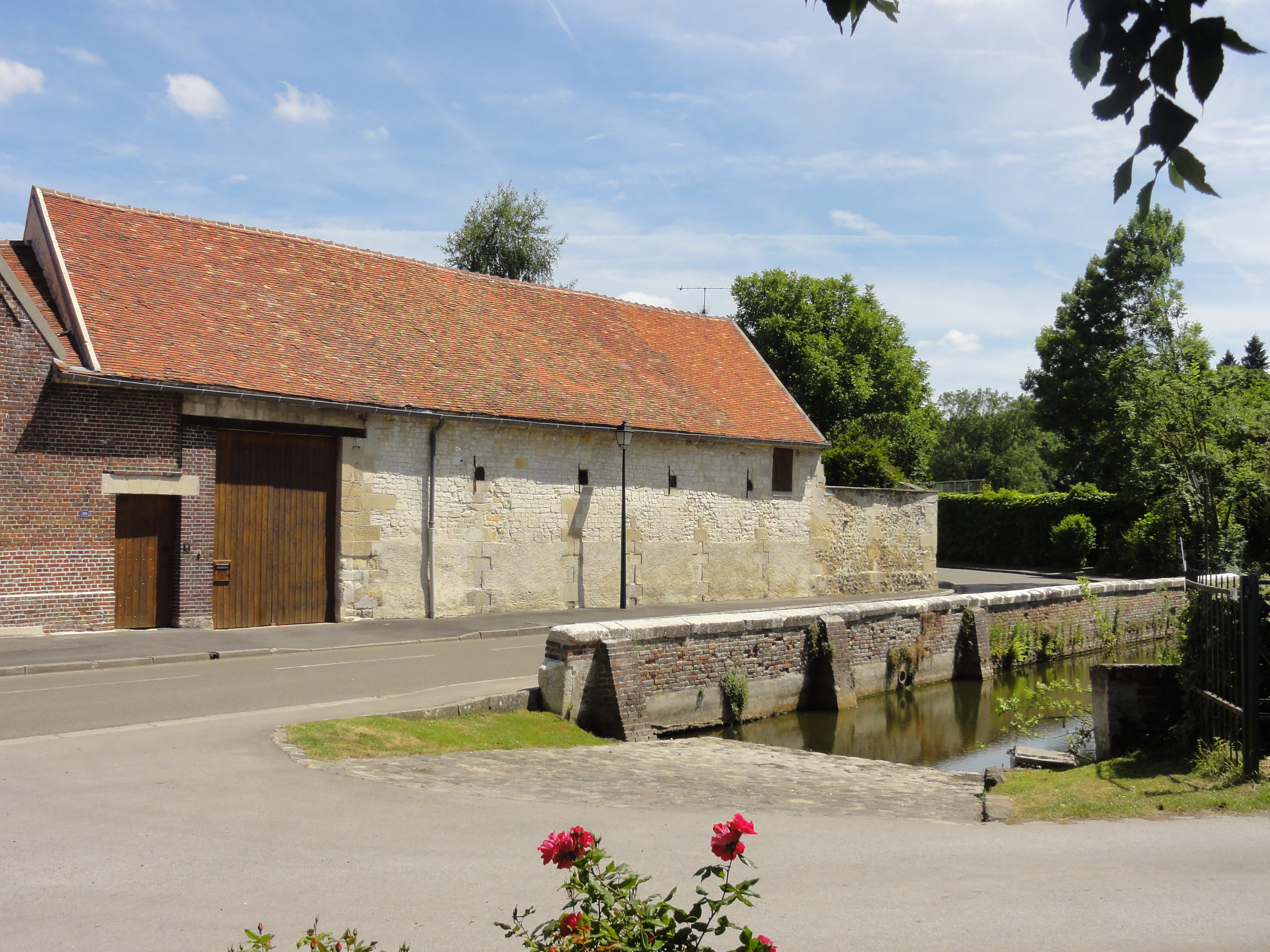
Mare-abreuvoir, rue des Lombards.
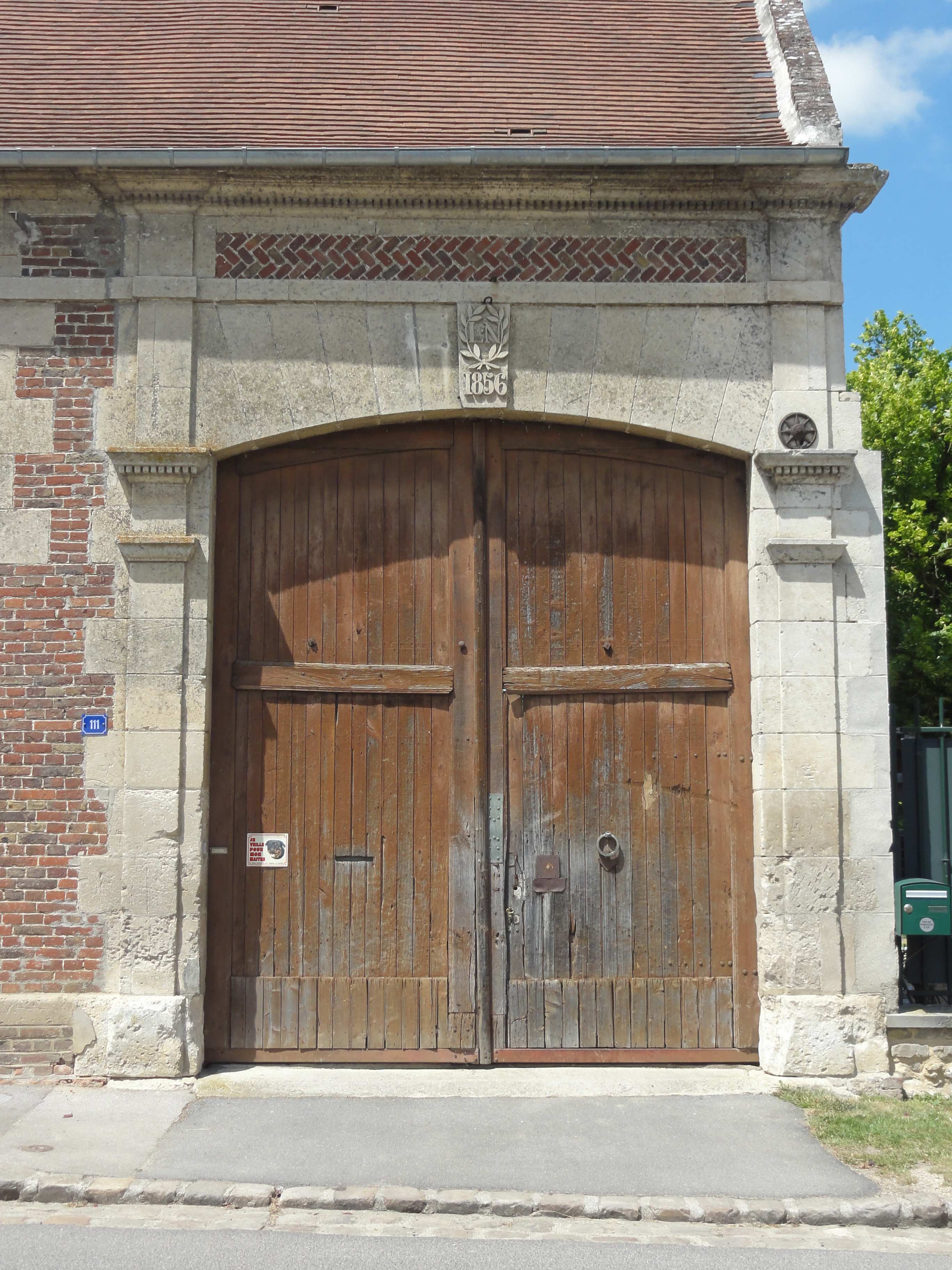
Portail de ferme, rue de Vaudherland
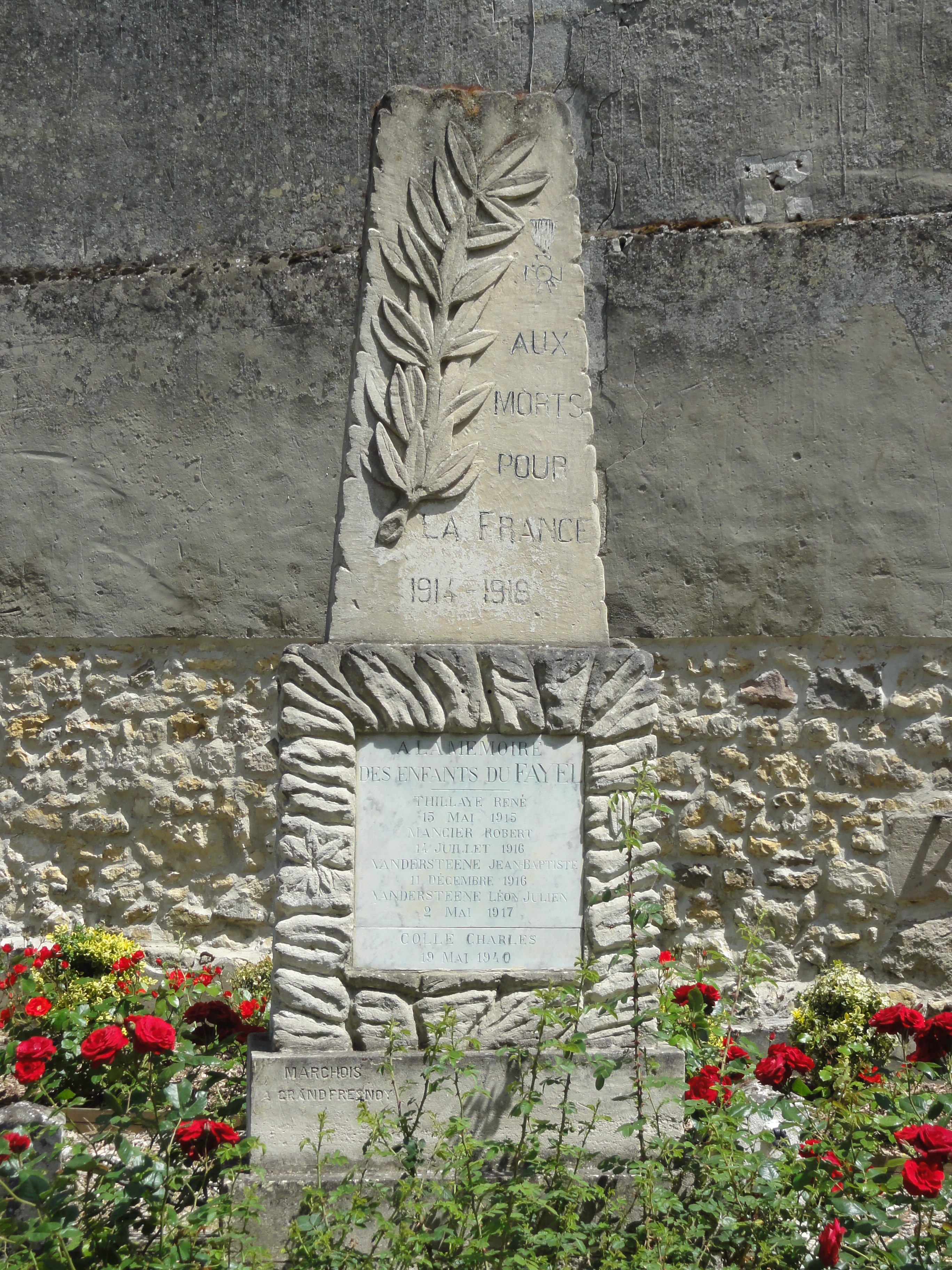
Monument aux morts.

### Personnalités liées à la commune
- Philippe de La Mothe-Houdancourt  (1605 - 1657), maréchal de France et vice-roi de Catalogne, constructeur du château
- André Le Nôtre (1613 - 1700), paysagiste français,  a dessiné les jardins du château.
- La reine Christine de Suède (1626 - 1689) a résidé au château.
- Georges Cuvier (1769 - 1832)  anatomiste français, a résidé au château.

Le nom de certains seigneurs de Fayel nous est parvenu : 
- Reynaud, qui prend au XIIe siècle le titre de chevalier.
- En 1450, Guillaume le bègue, vicomte de Breteuil et chambellan du roi,  possède aussi les terres du Meux et d'Armancourt
- James de Fayel, son petit-fils, est chevalier, conseiller et également chambellan du roi, Il n'a qu'une fille qui épouse Guillaume de Ferrières , baron de Thury et de Dangu.
- Pierre de Ferrières , fils de celui-ci, vend le 21 octobre 1511 les terres de Fayel, Rucourt , Armancourt...  , à Michel Gaillart seigneur de Longjumeau , dont les descendants les ont possédées jusqu'en 1627.
- Daniel de La Mothe Duplessis Houdancourt, évêque de Mende, grand-aumônier et chancelier de Henriette-Marie de France, reine d'Angleterre,  les achète alors lors d'une adjudication.
- Le propriétaire suivant est son frère,  le maréchal Philippe de La Mothe-Houdancourt, vice-roi de Catalogne, en faveur duquel elle est érigée en duché-pairie par Louis XIV.
- Le duc d'Amont en devient propriétaire par sa femme, Angélique de la Mothe
- En 1682 , le duché de Fayel est cédé à Henri de La Mothe-Houdancourt, archevêque d'Auch, grand-aumônier de la reine Anne d'Autriche, moyennant deux cent mille livres.
- Jérôme de La Mothe-Houdancourt, son frère, en hérite en 1684 et le donne en 1686 à son neveu le comte de la Mothe, tué le 2 novembre 1710 à la défense d'Aire. Les descendants de cette maison continuèrent à posséder le domaine de Fayel,  mais le titre de duché s'éteint faute d'enfants mâles.